# Calathea timothei
Calathea timothei är en strimbladsväxtart som beskrevs av H.A.Kenn. Calathea timothei ingår i släktet Calathea och familjen strimbladsväxter. Inga underarter finns listade.